# Spirama glaucescens
Spirama glaucescens là một loài bướm đêm trong họ Erebidae.